# Isonormaler Gauß-Prozess
Ein isonormaler Gauß-Prozess ist ein Gauß-Prozess assoziiert zu einem separablen Hilbertraum {\displaystyle H}, der auch eine lineare Isometrie ist. Der wichtige Spezialfall, wenn der Hilbertraum ein L2-Raum über einem σ-endlichen Maßraum ist, nennt man weißes Rauschen. Der Begriff wurde 1954 von Irving Segal eingeführt.

## Isonormaler Gauß-Prozess
Sei {\displaystyle (H,\langle ,\rangle _{H})} ein separabler Hilbertraum über {\displaystyle \mathbb {R} }. Ein isonormaler Gauß-Prozess auf {\displaystyle H} ist ein stochastischer Prozess
{\displaystyle W=\{W(h),h\in H\},}
definiert auf einem gemeinsamen vollständigen Wahrscheinlichkeitsraum {\displaystyle (\Omega ,{\mathcal {A}},\mathbb {P} )}, so dass
{\displaystyle W} eine Familie von zentrierten reellen gaußschen Zufallsvariablen ist und
{\displaystyle \mathbb {E} [W(h)W(g)]=\langle h,g\rangle _{H}}
für alle {\displaystyle h,g\in H} gilt.

### Erläuterungen
Aus der Definition folgt, dass die Abbildung {\displaystyle W\colon h\mapsto W(h)} eine lineare Isometrie
{\displaystyle W\colon H\to {\mathcal {H_{1}}}\subset L^{2}(\Omega ,{\mathcal {A}},P;\mathbb {R} )}
in einen Unterraum von {\displaystyle L^{2}} ist, denn für {\displaystyle \lambda ,\mu \in \mathbb {R} } und {\displaystyle h,g\in H} gilt
{\displaystyle {\begin{aligned}\mathbb {E} \left[\left(W(\lambda h+\mu g)-\lambda W(h)-\mu W(g)\right)^{2}\right]&=\|\lambda h+\mu g\|_{H}^{2}+\lambda ^{2}\|h\|_{H}^{2}+\mu ^{2}\|g\|_{H}^{2}\\&-2\lambda \langle \lambda h+\mu g,h\rangle _{H}-2\mu \langle \lambda h+\mu g,g\rangle _{H}+2\lambda \mu \langle h,g\rangle _{H}\\&=0.\end{aligned}}}
Somit {\displaystyle P}-fast sicher {\displaystyle W(\lambda h+\mu g)=\lambda W(h)+\mu W(g)}.
Aus der Linearität folgt auch sofort, dass {\displaystyle W} wirklich ein Gauß-Prozess ist. Der Raum {\displaystyle {\mathcal {H}}_{1}} ist der Raum der zentrierten gaußschen Zufallsvariablen und stimmt zu gleich mit dem ersten hermiteschen Wiener-Chaos überein.

#### Existenz
Fixiere eine Orthonormalbasis {\displaystyle h_{0},h_{1},\dots \in H} und betrachte {\displaystyle \xi _{0},\xi _{1},\dots } iid und {\displaystyle \xi _{i}\sim {\mathcal {N}}(0,1),\forall i}.
Für ein beliebiges {\displaystyle h=\sum _{j}b_{j}h_{j}\in H} definiere {\displaystyle W(h):=\sum _{j}b_{j}\xi _{j}}, wobei die Reihe fast sicher und in {\displaystyle L^{2}(\mathbb {P} )} konvergiert, da {\displaystyle \sum _{j}b_{j}^{2}<\infty .}
Sei nun {\displaystyle W(g):=\sum _{j}a_{j}\xi _{j}}, dann gilt
{\displaystyle \mathbb {E} [W(h)W(g)]=\sum \limits _{i,j}a_{i}b_{j}\mathbb {E} [\xi _{j}\xi _{i}]=\sum \limits _{i}a_{i}b_{i}=\langle h,g\rangle }.

### Beispiel

#### Weißes Rauschen
Sei {\displaystyle H:=L^{2}(T,{\mathcal {B}},\mu )}, wobei {\displaystyle (T,{\mathcal {B}})} ein messbarer Raum mit σ-endlichem und atomlosen Maß {\displaystyle \mu }. Dann definieren wir den Prozess 
{\displaystyle W:=\{W(A),A\in {\mathcal {B}},\mu (A)<\infty \}}
durch
{\displaystyle W(A):=W(1_{A}).}
Wir betrachten dadurch ein Gaußsches Maß {\displaystyle W\colon (T,{\mathcal {B}})\to L^{2}(\Omega ,{\mathcal {F}},P)}, so dass
{\displaystyle W(A)\sim {\mathcal {N}}(0,\mu (A))}
falls {\displaystyle \mu (A)<\infty }. {\displaystyle W} nennt man Weißes Rauschen basierend auf {\displaystyle \mu } und ist ein isonormaler Gauß-Prozess.
Ist {\displaystyle T=\mathbb {R} _{\geq 0}^{d}} und {\displaystyle \mu } das Lebesgue-Maß, dann ist {\displaystyle B_{t}:=W([0,t)^{d})} das {\displaystyle d}-parametrige brownsche Blatt, ein weiterer isonormaler Gauß-Prozess.
Analog für {\displaystyle H=L^{2}(T,{\mathcal {B}},\mu ;\mathbb {R} ^{n})} mit {\displaystyle T:=R_{\geq 0}^{d}} und Lebesgue-Maß {\displaystyle \mu } definiert
{\displaystyle B_{t}^{(n)}:=W([0,t)^{d}\otimes e_{n}),\quad t\geq 0}
das {\displaystyle (d,n)}-Brownsche Blatt {\displaystyle B_{t}=(B_{t}^{(1)},\dots ,B_{t}^{(n)})} mit Kovarianz
{\displaystyle \mathbb {E} [B_{t}^{(n)}B_{s}^{(m)}]=\mathbb {E} [W([0,t)^{d}\otimes e_{n})W([0,s)^{d}\otimes e_{m})]=\langle 1_{[0,t)^{d}}\otimes e_{n},1_{[0,s)^{d}}\otimes e_{m}\rangle =\prod _{i=1}^{d}\delta _{n,m}(t\wedge s),}
für die Stetigkeit lässt sich der Satz von Kolmogorow-Tschenzow verwenden.
Sei nun {\displaystyle d=1}, dann ist das Wiener-Itô-Integral bezüglich {\displaystyle W}
{\displaystyle W(h)=\sum \limits _{k=1}^{n}\int _{T}h^{k}(s)\;dB_{s}^{(k)},}
und somit ein isonormaler Gauß-Prozess {\displaystyle W=\{W(h):h\in L^{2}(T,\mathbb {R} ^{n})\}}.